# Subhash Kak
Subhash Kak (* 26. března 1947 Šrínagar) je indicko-americký počítačový vědec známý svými radikálně nacionalistickými vpády do oblasti indologie a archeoastronomickými spekulacemi. Jinak je profesorem počítačové vědy na Oklahoma State University–Stillwater ve Spojených státech.
Je představitelem nacionalistického proudu zvaného hindutva, který má kořeny již na konci 19. století, ale který se stal v indické politice velmi vlivným zejména po nástupu Naréndry Módího k moci v roce 2014. V linii hindutvy Kak obhajuje teorii, že Indoárijci mají původ na indickém subkontinentu a nemigrovali tam, jak soudí většina indologů. Kak trvá na tom, že již raná harappská kultura byla védskou a jde tak o nejstarší vyspělou civilizaci světa, kolébku veškeré vzdělanosti. Navíc se snaží prokázat její mimořádnou pokročilost tím, že interpretuje staré védské texty (zejména Rgvédu) a nachází v nich zašifrovány nesmírně pokročilé astronomické, matematické a fyzikální znalosti (usuzuje například, že védská civilizace věděla, co je rychlost světla) a dokonce základy počítačové vědy. Trvá na tom, že védští mudrci objevili tyto zákony jógovou meditací, a že jde o platnou vědeckou metodu, kterou lze hodnotit pouze v paradigmatu védských předpokladů a těmi, kteří dosáhli jógového osvícení. Kakovy názory byly podrobeny tvrdé kritice historiků, archeologů i indologů, kteří je odkázali do oblasti pavědy. Mnozí také poukázali na zjevný pokus dokázat těmito teoriemi hinduistickou nadřazenost nad ostatními náboženstvími a národy.
V roce 2019 získal Kak indické státní vyznamenání Padma Šrí. Od roku 2018 je také členem vědecké poradní komise indického premiéra.